# Zoran Vujović
Zoran Vujović (Sarajevo, 26 de agosto de 1958) é um ex-futebolista profissional croata, que atuava como defensor.

## Carreira
Zoran Vujović fez parte do elenco da Seleção Iugoslava de Futebol da Copa do Mundo de 1982. 